# Discobolo
Il Discobolo è una scultura bronzea realizzata da Mirone intorno al 455 a.e.v. (periodo di congiunzione tra preclassico e classico).
Benché la statua originale sia ormai perduta, il soggetto ha attraversato i secoli grazie ai calchi in marmo di essa realizzati durante il periodo dell'impero romano.
La versione ritenuta più aderente all'originale è quella nota come Lancellotti, dal nome della famiglia che ne detenne il possesso prima di cederla al Museo Nazionale Romano.
Da tale esemplare ne è stata ricavata un'ulteriore copia marmorea esposta al Museo della storia dei giochi olimpici antichi di Archea Olympia, in Grecia.

## Storia
L'opera fu probabilmente prima fusa, per poi essere scolpita, per la città di Sparta e rappresentava un atleta nell'atto di scagliare il disco.
Dell'opera si conoscono diverse versioni.
Tra le più importanti, oltre a quella Lancellotti, ne esiste una integra al British Museum detta Townley che si distingue per un trattamento della testa più adrianeo, dai capelli più lunghi; inoltre lo scultore, possedendo una tecnica più avanzata, ridusse il tronco d'appoggio a lato della figura.
Nel Museo nazionale romano si conserva un'altra versione frammentaria, detta di Castelporziano.

## Descrizione e stile
L'atleta fu raffigurato nel momento in cui il suo corpo, dopo essersi rannicchiato per prendere slancio e radunare le forze, sta per aprirsi e liberare la tensione imprimendo al lancio maggiore energia. Subito dopo girerà su sé stesso e scaglierà il disco, accompagnando il gesto con tutto il corpo.
Cicerone scrisse: «Le opere di Mirone non sono ancora vicinissime alla verità, nondimeno non si esiterà a dichiararle belle; quelle di Policleto sono ancora più belle e già veramente perfette secondo la mia opinione».
Gli storici d'arte dell'antichità lodarono Mirone per la sua maestria nel ritmo e nella simmetria. L'espressione di serenità, priva di sentimenti e accennante solo una tenue concentrazione, fu criticata da Plinio.

## La cessione alla Francia napoleonica e alla Germania nazista
L'opera godette fin da subito di fama internazionale nell'Europa colta e intellettuale, anche grazie all'eccezionale stato di conservazione. Per fama era pari solo all'Apollo del Belvedere, alla Venere de' Medici, al Laocoonte o ai Cavalli di San Marco.
Fu quindi tra le prime opere oggetto di spoliazioni napoleoniche, tant'è che una stampa presso la Biblioteca nazionale di Parigi mostra l'arrivo del primo convoglio con i beni confiscati al termine della Campagna d'Italia di Napoleone, che arrivava a Champ de Mars, di fronte all'École Militaire di Parigi, tra cui figura il Discobolo appena acquisito a mezzo del trattato di Tolentino. Il Discobolo tornò a Roma con il Congresso di Vienna e l'opera di Antonio Canova.
Lo studio della statua consentì ai primi organizzatori delle Giochi olimpici di ricreare lo sport del lancio del disco, di cui si era persa la conoscenza e che richiede un moto circolare.
La bellezza della statua colpì inoltre Adolf Hitler che, durante il suo viaggio in Italia nel maggio 1938, vedendo nella bellezza e nella perfezione fisica dell'atleta il mito della razza ariana, si fece "gentilmente concedere" dal governo italiano l'opera. Sebbene il Consiglio superiore delle Scienze e delle Arti si fosse opposto, Hitler acquisisce l'opera tramite compravendita privata tra Göring e il principe Lancellotti per 5 milioni di lire. Essendo un'opera notificata alle Belle Arti, la sua esportazione era tuttavia vietata, ma grazie alle pressioni del ministro degli esteri Galeazzo Ciano, la statua riuscì ad arrivare in Germania nel giugno 1938.
Il Discobolo restò così in terra tedesca - per la precisione nella Gliptoteca di Monaco di Baviera - fino alla fine della guerra, quando lo storico dell'arte Rodolfo Siviero riuscì a convincere il Governo Militare Alleato che l'opera, insieme a tanti altri capolavori, era stata acquisita illegalmente dai nazisti grazie all'alleanza tra due regimi tirannici. Così - nonostante molte opposizioni, ricorsi giudiziari e svariati ritardi da parte tedesca - il 16 novembre 1948 il Discobolo tornò in Italia, insieme ad altri 38 capolavori che erano stati esportati illegalmente tra il 1937 e il 1943.

## Curiosità
Il Discobolo appare in una moneta da 2 Euro commemorativa emessa nel 2004, in occasione dei Giochi olimpici di Atene del 2004.

## Galleria d'immagini

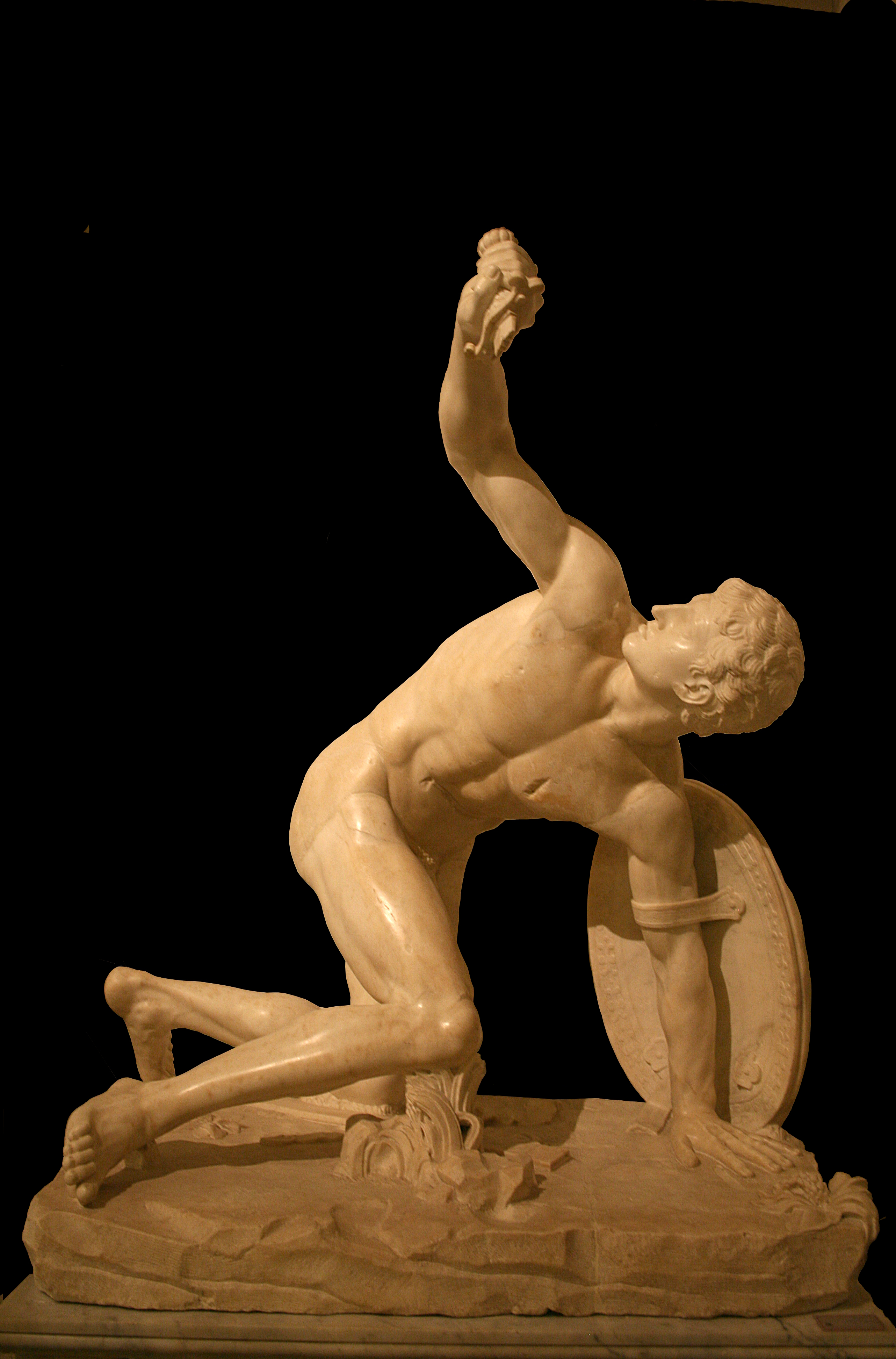
Il Discobolo Capitolino
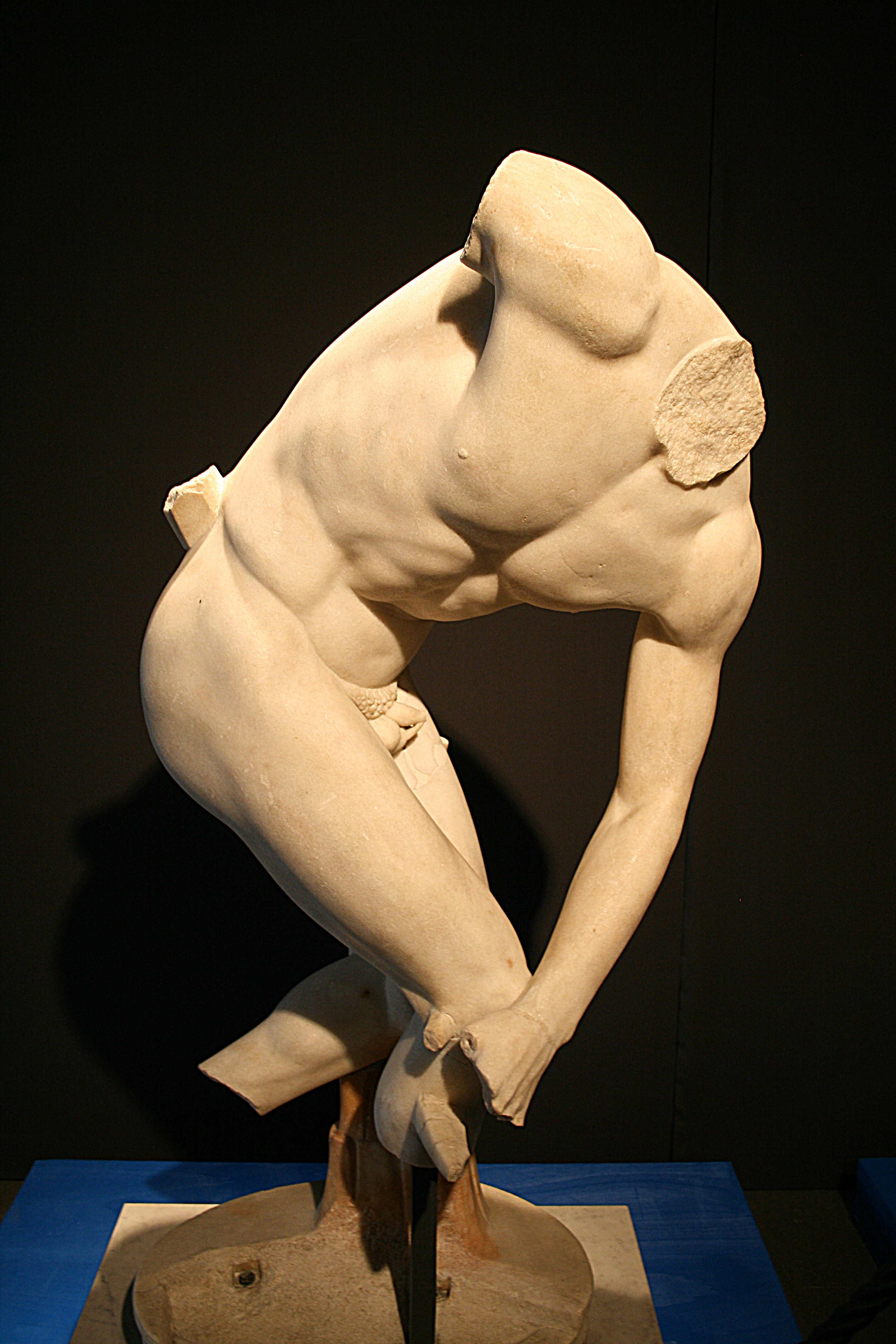
Il Discobolo di Castelporziano
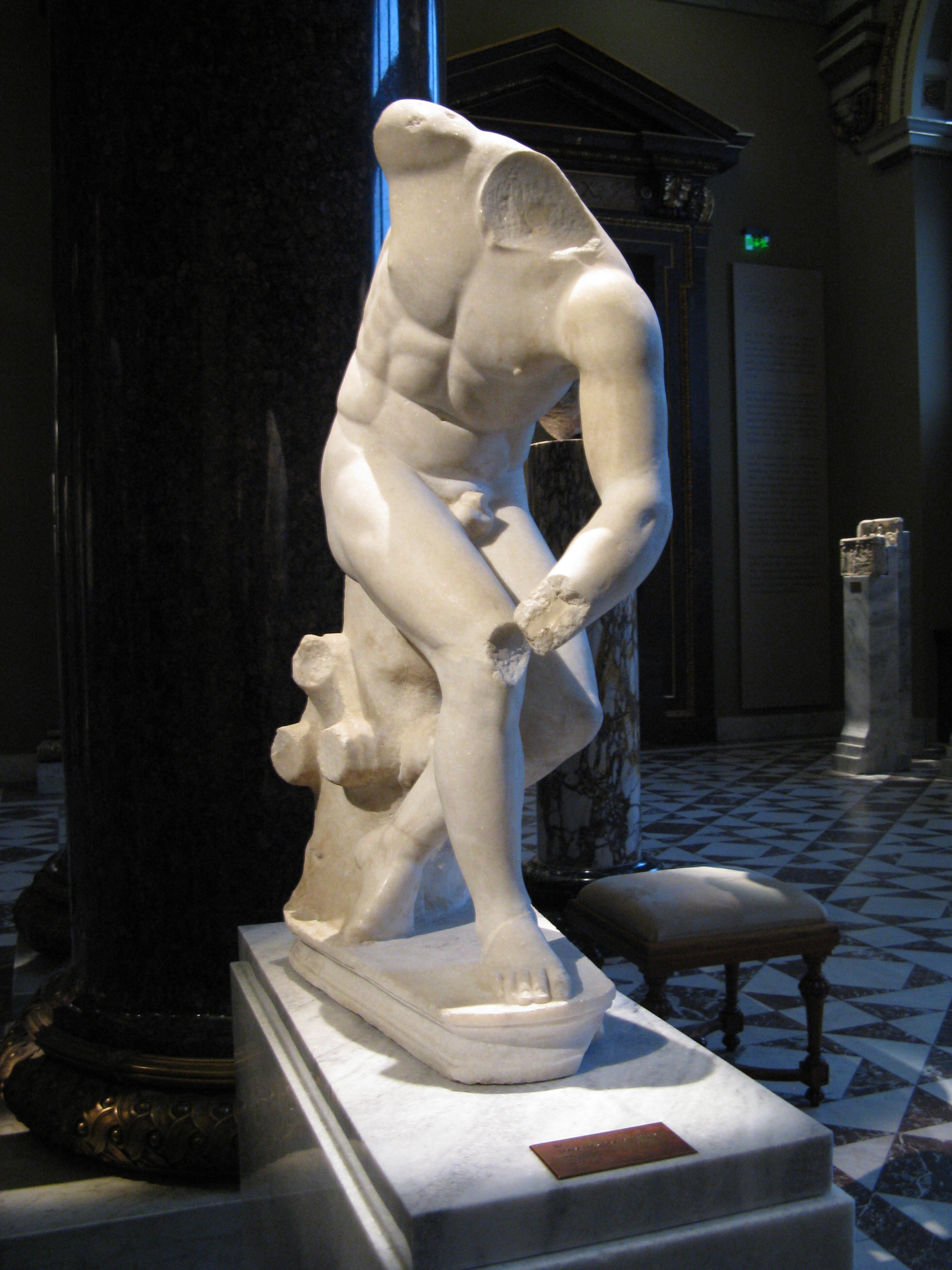
Il Discobolo di Vienna
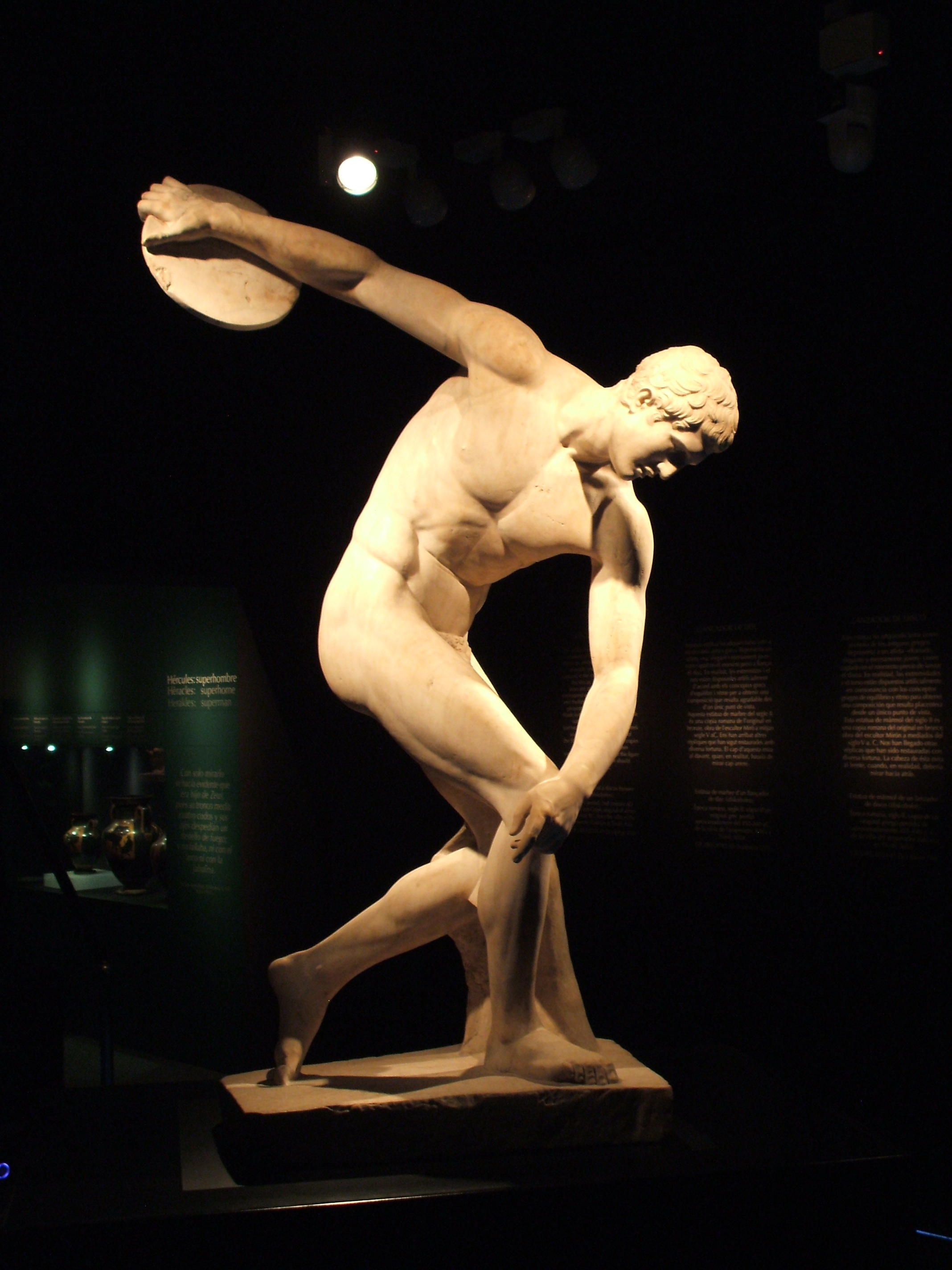
Il Discobolo Townley
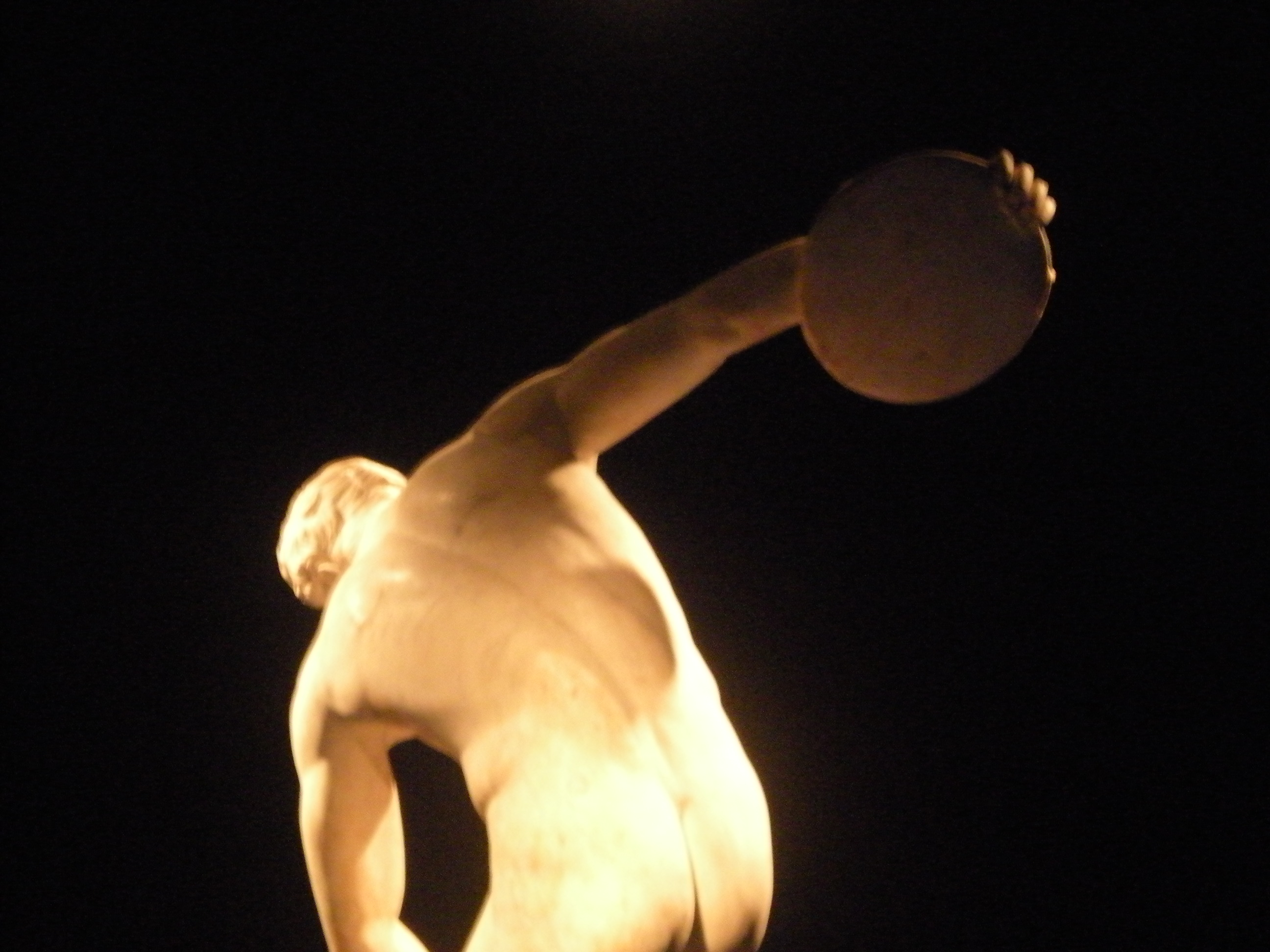
Discobolo Townley, veduta posteriore
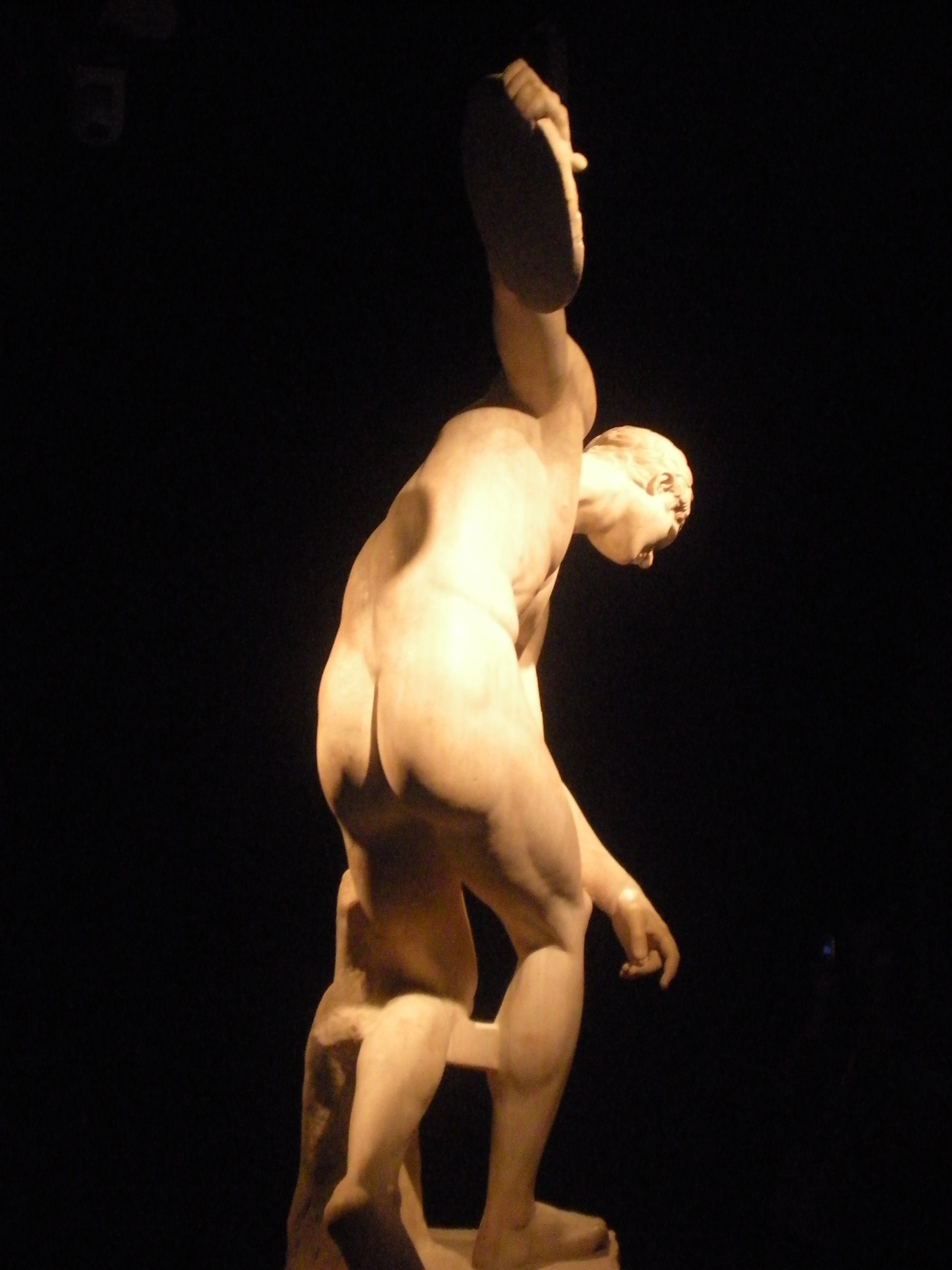
Discobolo Townley, veduta tergale
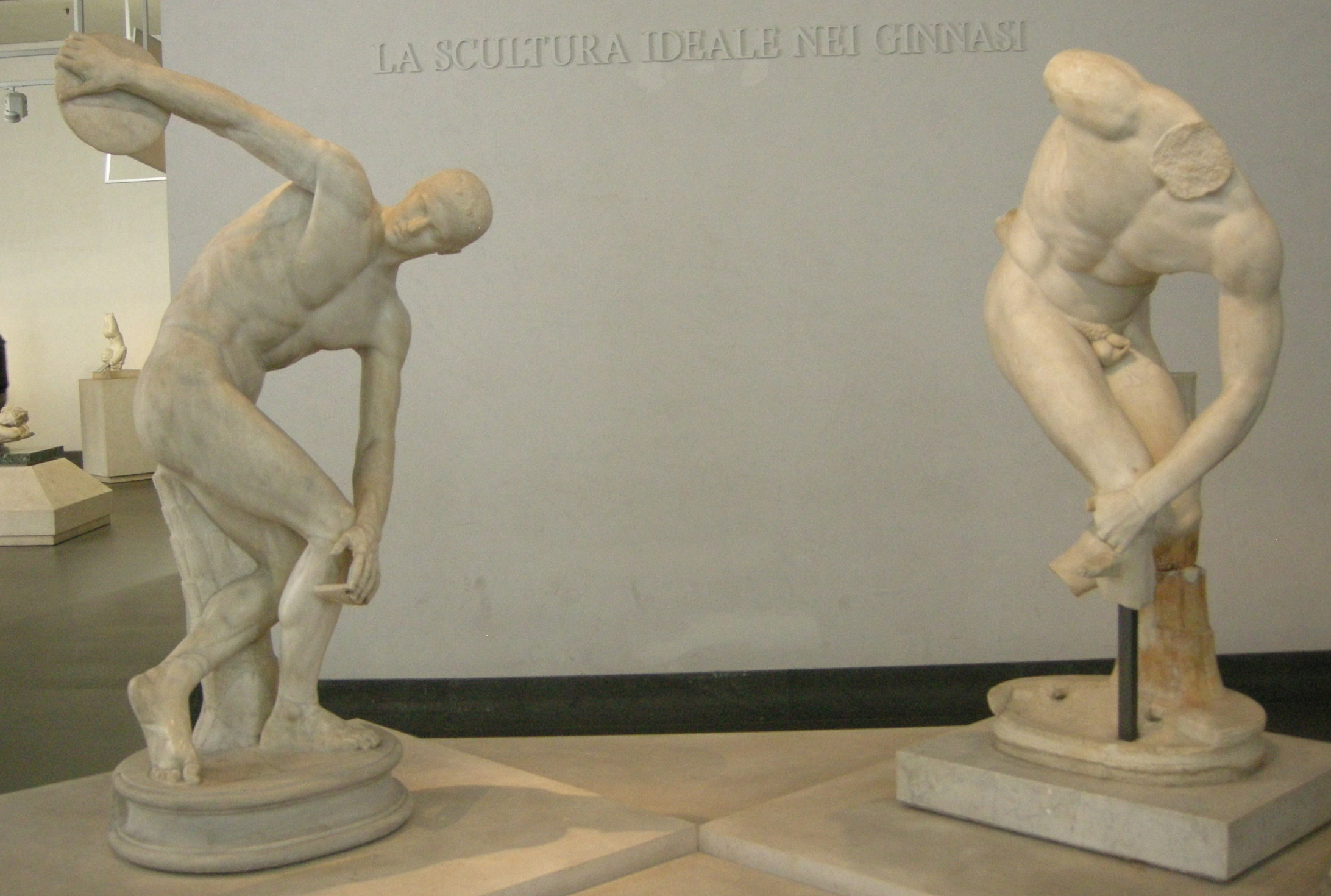
I discoboli Lancellotti e di Castelporziano nel Museo nazionale romano